# Cătălin Mihuleac
Cătălin Mihuleac (* 17. Juni 1960 in Iași) ist ein rumänischer Journalist, Schriftsteller und Dramatiker.

## Leben
Cătălin Mihuleac studierte Geografie, Geologie, Biologie sowie an der Fakultät für Wirtschaftswissenschaften der Universität Alexandru Ioan Cuza Iași. Anschließend arbeitete er zunächst sechs Jahre lang als Geologe. Ab 1991 war er Redakteur bei verschiedenen Printmedien und beim Rundfunk. Er wurde 2009 an der dortigen Universität in Literaturwissenschaften promoviert. Der Titel seiner Dissertation lautet Das Pamphlet und die Tablette: Journalismus oder Literatur?
Er arbeitet als Redakteur bei der Zeitschrift Tampul und lebt abwechselnd in Iași und in Frankreich.

## Werke (Auswahl)
- Garsoniera memorială confort trei. Kurzgeschichten. Manuskript. 1996
- Dispariția orașului Iași. Roman. Institutul European, 1998
- Titlu neprecizat. Erzählungen. Iași : Ed. Polirom, 1999
- Ratarea unui setter. Kurzgeschichten Iași Ed. Polirom, 2004
- Zece povestiri multilateral dezvoltate. Kurzgeschichten Bukarest,  Cartea Românească, 2010
- Aventurile unui gentleman bolşevic. Roman, Bukarest, Cartea Românească, 2012
- America de peste pogrom. Roman. Iași, Ed. Polirom, 2014
  - Oxenberg & Bernstein. Übersetzung Ernest Wichner. Wien, Paul Zsolnay, 2018
- Ultima țigară a lui Fondane : istorii de Holocaust. Mikroroman. Iași, Ed. Polirom, 2016